# Garret Wallow
Garret Wallow (Nueva Orleans, Luisiana, 25 de enero de 1999) es un jugador profesional estadounidense de fútbol americano que se desempeña en la posición de linebacker en Houston Texans, equipo de la National Football League (NFL).

## Carrera
Fue seleccionado en la quinta ronda en la Reunión Anual de Selección de Jugadores de la NFL de 2021. Hizo su debut profesional con el equipo Houston Texans, donde lleva jugando tres temporadas.